# چاه عبدالرحمان (بندر لنگه)
چاه عبدالرحمان، روستایی در دهستان حومه بخش مرکزی شهرستان بندر لنگه در استان هرمزگان ایران است.

## مردم و امکانات
مذهب مردم این روستا، اهل سنت و از پیروان امام محمد ادریس شافعی هستند.
دارای مسجد و برکه (آب‌انبار) می‌باشد. بزبان فارسی به لهجه محلی تکلم می‌کنند.

## پیشه
پیشهٔ بیشتر مردم این روستا دامداری و کشاورزی و بازرگانی است.

## جمعیت
بر پایه سرشماری عمومی نفوس و مسکن در سال ۱۳۹۵، جمعیت این روستا برابر با ۴۱۸ نفر (۱۱۵ خانوار) بوده‌است.